# 캐나다 문학

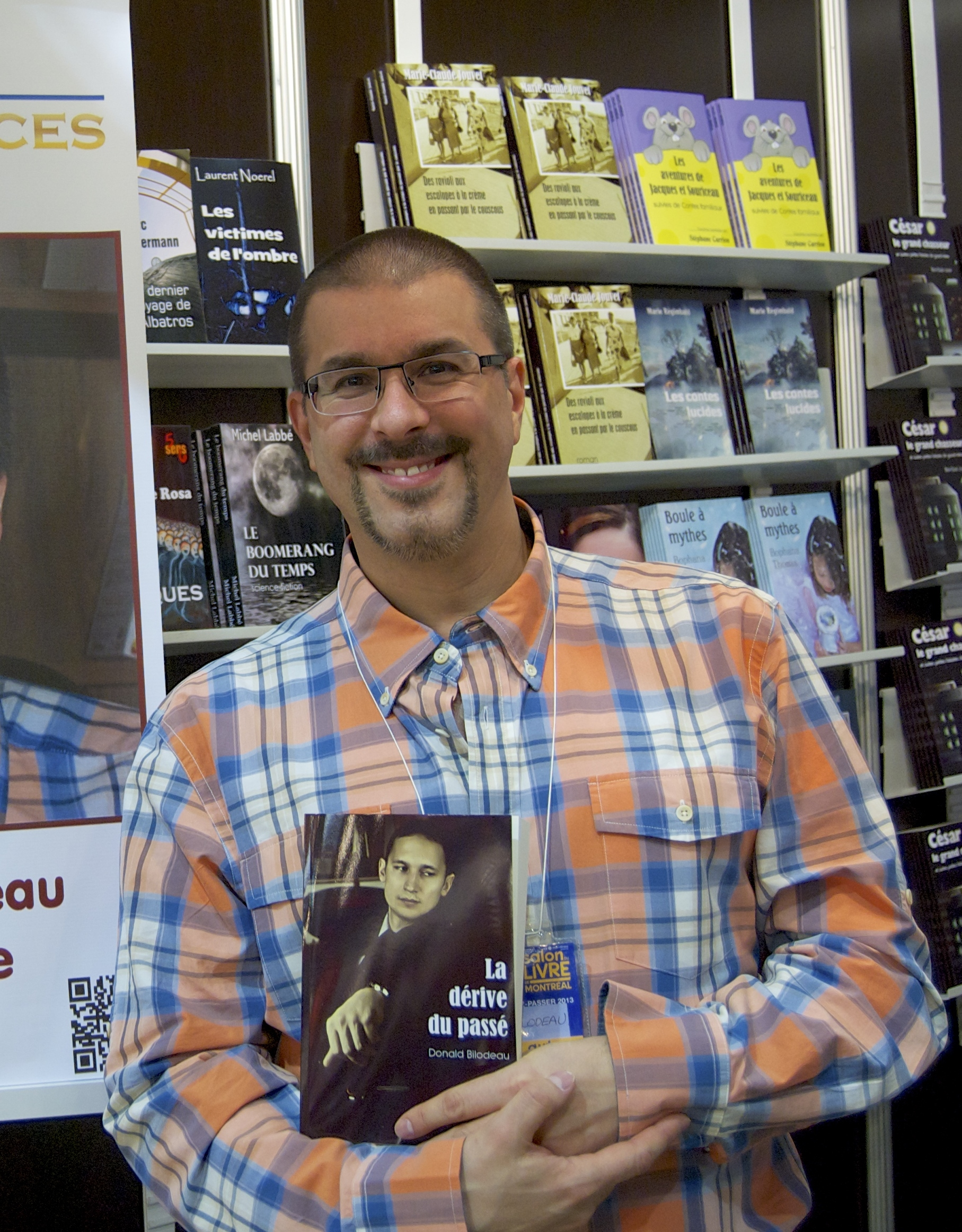

캐나다 문학(영어: Canadian literature)는 캐나다에서 집필, 출판된 문학이다.

## 역사
캐나다 문학의 탄생은 다른 영어권에 비해 늦게 19 세기에 본격적으로 시작되었다. 토마스 챈들러 핼리버튼이 The Clickmaker; or the Saying and Doings of Sam Slick of Slickville를 1837년에 발표, 아일랜드 출신의 여성 시인 이사벨라 봐렌시 · 크루 포드도 같은 시기에 작품을 만들었다. 아치볼드 램프맨이 Among the Millet을 1888년에, Lyrics of Earth를 1896년에 발표하였으며 수잔나 무디는 Roughing it in the Bush; or Life in Canada를 1852년에, Life in the Clearing versusu the Bush을 그 이듬 해에 발표했다.
20세기가 되면서 루시 모드 몽고메리가 "빨강 머리 앤"시리즈를 발표하기 시작하였으며 현재도 대표적인 캐나다 문학으로 인식되고 있다. 불어권 작가로는 Gabrielle Roy와 단편 작가 Nicolas Dickner, 아이티 출신의 Marie-Célie Agnant, Jean-Paul Desbiens 등이 기여하고 있다.
"시녀 이야기"로 유명한 마가렛 애트우드, 얀 마텔 등 부커상 수상 작가와 제프 라이먼, 로버트 J. 소이어 같은 SF 작가도 활약하고 있다.
일본계 캐나다인 문학으로 테리 와타다, 로이 미키, 조이 코가와, 케리 사카모토 등이 있다. 시마자키 아키는 프랑스어로 집필하고 있다.

## 같이 보기
- 캐나다 영화